# فلامودی
فلامودی (به لاتین: Flamoudi) یک منطقهٔ مسکونی در قبرس است که در ناحیه فاماگوستا واقع شده‌است.

## خصوصیات
فلامودی ۱۵۸ نفر جمعیت دارد.